# Kościół św. Anny w Giżycku
Kościół świętej Anny w Giżycku – rzymskokatolicki kościół parafialny należący do parafii pod tym samym wezwaniem (dekanat Giżycko – św. Krzysztofa diecezji ełckiej).
Budowa świątyni rozpoczęła się w marcu 1997 roku. 26 lipca 2001 roku biskup Edward Samsel wmurował kamień węgielny w mury budowanej świątyni. Kamień węgielny został poświęcony przez papieża Jana Pawła II w dniu 6 lipca 1991 roku w Olsztynie. 19 grudnia 2003 roku została odprawiona w nowej świątyni pierwsza msza święta. 28 grudnia 2003 r. biskup Jerzy Mazur, ordynariusz ełcki, poświęcił wnętrze świątyni oraz tabernakulum.
Kościół jest murowany, nakryty dachówką ceramiczną. W prezbiterium znajdują się: krzyż z rzeźbioną figurą Chrystusa oraz witraż przedstawiający Świętą Rodzinę i św. Annę. W dwóch bocznych ołtarzach są umieszczone obrazy olejne Jezusa Miłosiernego i Matki Bożej Nieustającej Pomocy. W oknach są zamontowane witraże przedstawiające sceny ewangeliczne Jezusa i Maryi. Witraże zostały wykonane przez Firmę Vicon z Gdyni. W oknie na chórze jest umieszczony witraż przedstawiający krzyż. Kościół posiada ławki, konfesjonały, stacje Drogi Krzyżowej, miedziane żyrandole, ogrzewanie promiennikowe.